# Sabirkənd (Şəmkir)
Sabirkənd è un comune dell'Azerbaigian situato nel distretto di Şəmkir.